# لیلی لیتروود
لیلی لیتروود (انگلیسی: Lillie Leatherwood؛ زادهٔ ۶ ژوئیه ۱۹۶۴) دونده اهل ایالات متحده آمریکا است.
وی در مسابقات کشوری و بین‌المللی در مجموع برندهٔ ۱ مدال طلا، ۲ مدال نقره، ۱ مدال برنز شده‌است.